# 馬自達767
馬自達767（日语：マツダ・767）是1988年由日本馬自達汽車公司關係企業Mazdaspeed設計開發、為參加JSPC全日本運動原型賽車耐久錦標賽（（日語）全日本スポーツプロトタイプカー耐久選手権）和利曼24小時耐力賽的原型賽車（prototype racing car）；而馬自達767B（マツダ・767B）則為前者之改良版本。

## 概要
一開始雖考量到C1組的規則，結果和前一代的757一樣，選擇對最低車重比較有利的美國IMSA-GTP規則而開發製作車輛。

### 底盤
767的底盤設計沿用自757，雖然軸距延長，但被抑制在20mm的範圍內。而且為了對應四轉子引擎的強大馬力輸出，獲得強而有力的下壓力，採取長頭、短尾的車身設計。故車頭比757長了100mm，而為了得到前下壓力的自由度而採取獨立式後尾翼。透過將13J-M型四轉子引擎崁入後艙壁（rear bulkhead）的巧妙設計，車輪空間增大了20mm。
而1989年開發的767B則針對767的毛病一一克服，徹底減輕底盤的重量，改良車身的空氣動力（aerodynamics）。

### 引擎

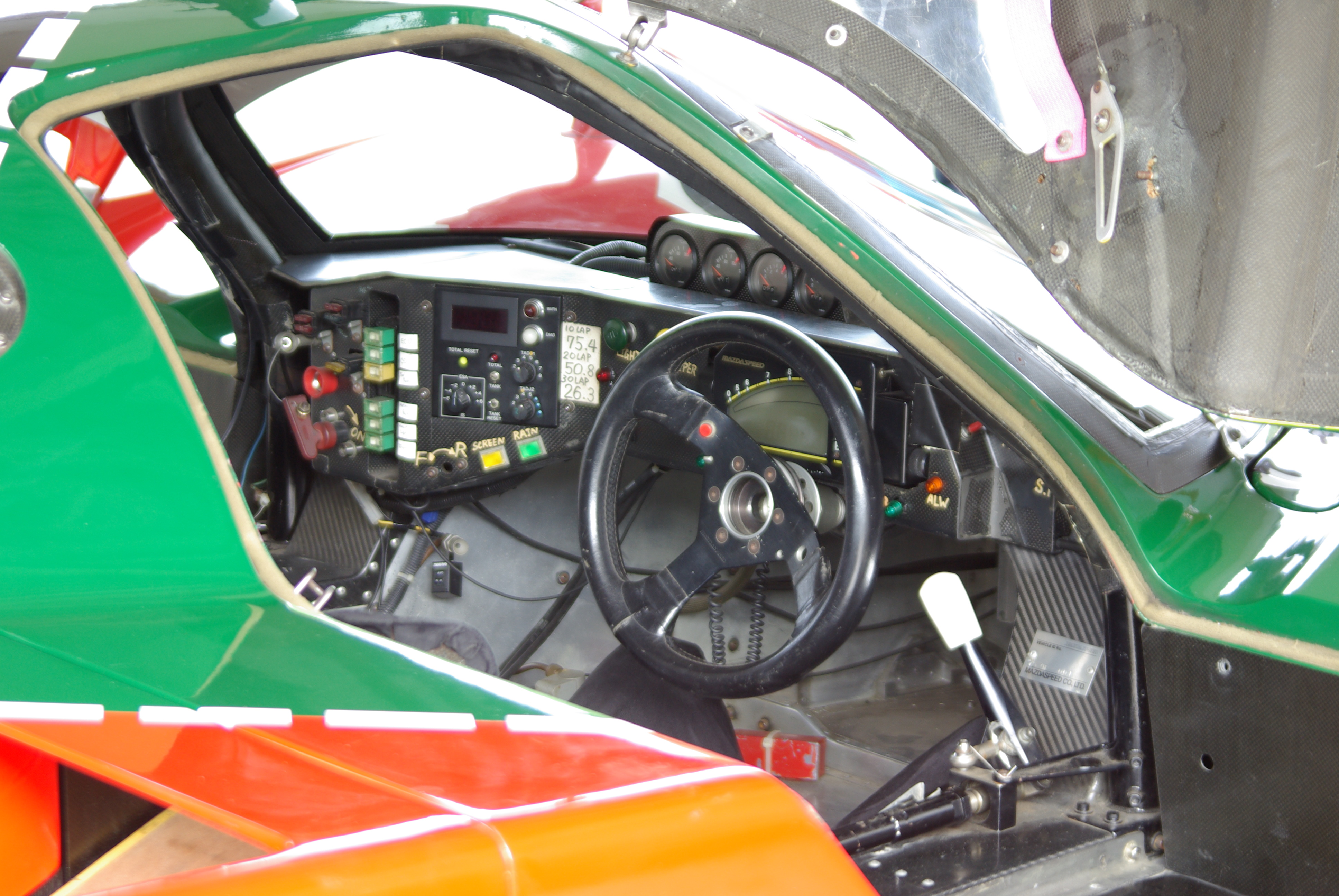
馬自達767的駕駛艙特寫，攝於日本兵庫縣中央賽道（Central Circuit）

動力來源為四轉子串聯在一起的13J型轉子引擎，這種四轉子引擎首先出現於1987年JSPC全日本運動原型賽車耐久錦標賽的最終役「富士500公里錦標賽」，搭載於以馬自達757延長軸距而來的757E原型賽車上。翌年修改後稱作13J-M型，1989年又修改一次，稱為13J-MM型。

#### 13J型
1987年發表，以「1+2+1」的錐形型態將二轉子的13B型轉子引擎結合起來，且採用新式冷卻系統。冷卻水從中央轉子空間往前、後各兩顆轉子流動，最終再回到中央，以帶走熱負荷。

#### 13J-M型
合乎1988年馬自達767底盤的引擎，其佈局經重新評估以縮小整個體積，全長比13J型縮短了70mm。上半部以鋁製蜂窩板碳纖維複合材料、下半部以鋁製蜂窩板組成，提升了引擎的剛性。通過引擎後部的排氣管故意做得比較長，以提高扭矩，可是卻在利曼24小時耐力賽裡出了狀況。此引擎的輸出功率達550ps。

#### 13J-MM型
1989年再以13J-M型為基礎而改良的，馬自達並未替此型引擎給予正式名稱，「13J-MM型」只是一般的通稱而已。做為賽車用引擎，首次採用可變進氣裝置，以便一面維持高馬力輸出、一面確保中、低轉速域的扭力。其他改良包括採用陶瓷徑向密封片、在轉子燃燒室缸壁塗覆金屬陶瓷溶射塗層等以提高耐磨損性和減少滑動抗阻。此引擎的輸出功率達630ps。

## 參賽歷程

### 1988年
- 4月：JSPC鈴鹿500公里錦標賽：第7名。
- 5月：JSPC富士1,000公里耐力賽：淘汰。
- 5月：WSPC銀石（Silverstone Circuit）1,000公里耐力賽：第9名。
- 6月：利曼24小時耐力賽：第17名、第19名。
馬自達派出一輛757、二輛767應戰，一開賽便由保時捷與捷豹車隊展開激烈的第一名爭奪戰，而馬自達則在領先車群後方的第二車群逐步提升名次。不料次日清晨6點50分，因排氣岐管出現裂痕，驅動水泵用的傳動帶鋸齒受損，一輛767駛進維修區緊急搶修；3分鐘後另一輛767也出現同樣的毛病而進入維修區，兩輛車的排名大幅度落後。最後757獲得第15名，而二輛767則分別獲得第17、19名。
- 7月：JSPC富士500英哩錦標賽：第4名、淘汰。
- 8月：JSPC鈴鹿1,000公里耐力賽：淘汰。
- 10月：WEC in JAPAN：第14名、淘汰。

### 1989年
- 2月：IMSA德多納24小時耐力賽〔24 Hours of Daytona〕：第5名。
- 3月：JSPC富士500公里耐力賽：馬自達767B：淘汰；馬自達767：第11名。
- 4月：WSPC鈴鹿500公里耐力賽：馬自達767B：淘汰；馬自達767：第17名。
- 4月：JSPC富士1,000公里耐力賽：第9名。
- 5月：WSPC第戎錦標賽：第10名。
- 6月：利曼24小時耐力賽：第7名、第9名、第12名。
- 7月：JSPC富士1,000公里耐力賽：第7名。
- 7月：WSPC布蘭德·哈奇（英语：Brands Hatch）錦標賽：第13名。
- 8月：WSPC紐博格林錦標賽：第13名。
- 9月：WSPC多靈頓（英语：Donington Park）惠特克羅夫特金杯錦標賽：規定圈數不足。
- 9月：WSPC斯帕-弗朗科爾尚錦標賽：第9名。
- 10月；JSPC富士1,000km耐力賽：第10名、第11名。
- 11月：WSPC墨西哥市錦標賽：第13名。
- 12月：JSPC鈴鹿1,000公里耐力賽：淘汰。

### 1990年
此年起馬自達以新開發的馬自達787投入國際賽事，反觀國內的JSPC系列賽事，使用本為787備用之767B下場比賽，而JSPC賽事皆由該公司的靜岡縣區域代理商以「靜松賽車隊」（原文：（日語）静マツレーシング）之名義報名參加。
- 3月：JSPC富士500公里耐力賽：第9名、淘汰。
- 6月：利曼24小時耐力賽：第20名（IMSA GTP級優勝）。
- 7月：JSPC富士500英哩耐力賽：第8名（靜松賽車隊）
- 8月：JSPC鈴鹿1,000公里國際耐力賽：第14名（靜松賽車隊）。
- 9月：JSPC SUGO 500公里錦標賽：第13名（靜松賽車隊）。
- 10月：JSPC富士1,000公里耐力賽：第6位（Mazdaspeed車隊）、第8名（靜松賽車隊）。
  - 馬自達賽車手片山義美（日语：片山義美）於該比賽中引退，他原本駕著787通過預賽，但決賽時遭到淘汰。後來他中途改駕767B完成全程，並取得第6名。

### 1991年
除了前述的靜松賽車隊繼續參賽外，由山梨縣的區域經銷商自組的「赤池賽車隊」（原文：（日語）赤池レーシング）也在今年加入。不過赤池改以福特3,500c.c.的Cosworth DFR型引擎代替轉子引擎，並自JSPC後段賽事起加入。
- 3月：JSPC全日本富士500公里錦標賽：淘汰（靜松賽車隊）。
- 5月：JSPC全日本富士1,000公里耐力賽：第10名（靜松賽車隊）。
- 7月：JSPC全日本富士500英哩錦標賽：淘汰（靜松賽車隊）。
- 8月：JSPC鈴鹿1,000公里耐力賽：第7名（靜松賽車隊）。
- 9月：JSPC SUGO 500公里錦標賽：淘汰（靜松賽車隊）。
- 10月：JSPC富士1,000公里耐力賽：第8名（靜松賽車隊）、淘汰（赤池賽車隊）。
- 11月：JSPC SUGO 500公里錦標賽：第11名（赤池賽車隊）、第12名（靜松賽車隊）。

### 1992年
- 4月：JSPC鈴鹿500公里錦標賽：第8名（靜松賽車隊）。
- 5月：JSPC全日本富士1,000公里耐力賽：第6名（靜松賽車隊）、淘汰（赤池賽車隊）。
- 7月：JSPC全日本富士500英哩錦標賽：淘汰（靜松賽車隊）。
- 9月：JSPC SUGO 500公里錦標賽：淘汰（靜松賽車隊）。
- 10月：JSPC富士1,000公里耐力賽：第6名（靜松賽車隊）。

## 後續下落
日本著名賽車手「甩尾王」土屋圭市曾於2009年4月號的汽車視聽雜誌《Hot Version》中操駕改良版的767B，以饗賽車迷。2015年6月在英國舉辦的古德伍德速度嘉年華（Goodwood Festival of Speed）活動上，由星野仙治所駕駛的767B在高速過彎時疑似操控不當或推頭所致，整輛車衝入賽道旁的稻草堆，造成車頭損毀，所幸駕駛星野沒有大礙。

## 外部連結
- （英文）Mazda 767B